# Clan Torii
Pour les articles homonymes, voir Torii (homonymie).

Mon du clan Torii.

Le clan Torii (鳥居氏, Torii-shi) était une famille de samouraïs de la période Sengoku et de l'époque d'Edo. Le clan Torii était vassal des Tokugawa. Au XVIe siècle, les membres du clan Torii étaient reconnus pour leur bravoure, principalement grâce à Torii Suneemon qui fut crucifié par le clan Takeda à la bataille de Nagashino.
La famille possédait le fief de Yahagi (40 000 koku) dans la province de Shimosa en 1590. Mais après l'établissement du shogunat Tokugawa, en 1606, le clan fut récompensé de sa loyauté et hérita du han de Iwakidaira dans la province de Mutsu, de 100 000 koku. En 1622, le clan se déplaça vers la province de Dewa après y avoir obtenu le han de Yamagata, de 260 000 koku. Tadatsune Torii mourut en 1636 sans héritier et la totalité des terres du clan revint au shogunat. Le frère de Tadatsune, Tadaharu Torii, obtint un fief de 30 000 koku dans la province de Shinano.

## Membres notables
- Torii Tadayoshi (d. 1571)
- Torii Suneemon (1540-1575)
- Torii Mototada (1539-1600)
- Torii Tadamasa (1567-1628)
- Torii Naritsugu (1570-1631)
- Torii Tadatsune (1604-1636)
- Torii Tadaharu (1608-1651)
- Torii Yōzō (1804-1874)